# Liste der Monuments historiques in Rosnay (Vendée)
Die Liste der Monuments historiques in Rosnay (Vendée) führt die Monuments historiques in der französischen Gemeinde Rosnay auf.

## Liste der Bauwerke
| Bezeichnung           | Beschreibung | Standort            | Kennzeichnung | Schutzstatus | Datum | Bild           |
| --------------------- | ------------ | ------------------- | ------------- | ------------ | ----- | -------------- |
| Menhir Pierres-Folles |              | Pierre-Folle (Lage) | PA00110219    | Inscrit      | 1984  | weitere Bilder |
| Menhir Pierres-Folles |              | Pierre-Folle (Lage) | PA00110220    | Inscrit      | 1984  | weitere Bilder |

## Liste der Objekte
- Monuments historiques (Objekte) in Rosnay (Vendée) in der Base Palissy des französischen Kultusministeriums